# Gilby Clarke
Gilby Clarke, né le 17 août 1962 à Cleveland dans l'Ohio, est un guitariste américain. Il est surtout connu pour avoir fait partie des Guns N' Roses et Kill for Thrills. Il a aussi une carrière solo depuis 1994. Avec Guns N' Roses il n'aura enregistré qu'un seul album, The Spaghetti Incident? (1993). Il remplaça Izzy Stradlin qui avait quitté le groupe pendant le Use Your Illusion Tour, en novembre 1991. Il a aussi participé au projet solo de Slash en 1995, Slash's Snakepit. Depuis 2006, Gilby  est le guitariste de Rock Star Supernova.

## Ses débuts
Ses premières influences musicales sont les Beatles, les Rolling Stones, T. Rex et Johnny Thunders. Il voulait jouer dans un groupe de rock'n'roll, mais, à l'époque, cela n'était pas possible à Cleveland. Il déménage alors à Los Angeles dans les années 80.
Son premier groupe est Candy. Ils enregistrent un album en 1985, Whatever happened to fun ?, et font une tournée en ouverture de Rick Springfield avant de se séparer.
Gilby se trouve un nouveau groupe, Kill For Thrills, qui enregistre un disque appelé Dynamite In Nightmareland.

## Guns N' Roses

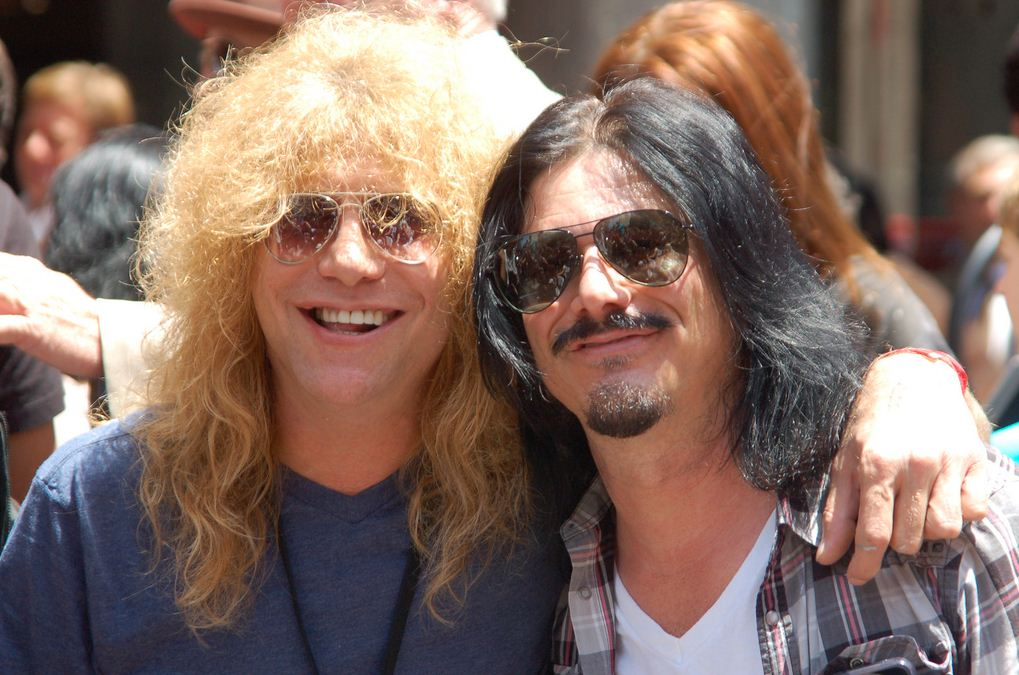
Steven Adler et Gilby Clarke.

En novembre 1991, Izzy Stradlin quitte le groupe Guns N' Roses durant la première tournée du Use Your Illusion Tour. Le groupe cherche alors un remplaçant. Ils proposent d'abord à Dave Navarro (Red Hot Chili Peppers), mais ce sera finalement Gilby qui sera choisi. Durant sa première semaine avec le groupe,  Gilby est mal à l'aise et ne sait pas vraiment ce qui va lui arriver car les membres du groupe sont toujours plus ou moins à la recherche de guitaristes. En effet, Axl Rose hésitait, mais après l'avoir écouté jouer sur Coma, il se décida à le garder. Il dut ensuite apprendre une quarantaine de chansons en une semaine et il continua la tournée jusqu'en 1993, où Gilby fut victime d'un accident de moto (il s'est brisé le poignet gauche) et fut exceptionnellement remplacé par Izzy pour la suite de la tournée.
La même année, il participe enfin à un album du groupe, The Spaghetti Incident?.
La première vidéo où Gilby apparaît est November Rain. On peut aussi le voir dans les DVD Use Your Illusion I et Use Your Illusion II, ainsi que dans quelques vidéos de Welcome to the Videos.
Peu avant la sortie de la reprise Sympathy for the Devil pour le film Entretien avec un vampire, Gilby est viré et remplacé par l'ami de longue date d'Axl, Paul Tobias.
En 1994, Gilby dit avoir été viré après avoir donné une interview au magazine Kerrang!, dans lequel il disait qu'il y avait une mauvaise ambiance dans le groupe et que Axl Rose foutait le bordel. Il ajouta plus tard qu'il n'a pas vraiment été viré, mais que ses chèques ont simplement arrêté d'arriver.
Gilby a également collaboré avec Tracii Guns sur l'album The Roots Of Guns N' Roses. Cet album sorti en 2004 est un ensemble de démos de chansons qui deviendront des chansons des Guns N' Roses, telles que Anything Goes et Reckless Life, de l'ancien groupe de Axl Rose et Izzy Stradlin qui date du milieu des années 1980, Hollywood Rose.
En 2012, il est présent au Rock and Roll Hall of Fame lors de l'intronisation de Guns N' Roses. Il joue sur 3 titres en compagnie de Slash, Duff McKagan, Matt Sorum,  Steven Adler et Myles Kennedy (Alter Bridge). Il n'est toutefois pas introduit comme membre du groupe.

## En solo
En 1994, il réalise enfin son rêve et il enregistre un album solo auquel participent Axl, Slash, Matt Sorum, Dizzy Reed, Duff McKagan, Frank Black (Pixies) et Rob Affuso des Skid Row.
En 1997, il continue sa carrière solo avec l'album Hangover, sur lequel on trouve les reprises de Happiness is a Warm Gun, de The Beatles, et de Hang on to yourself de David Bowie.
En 1998, il enregistre un nouvel album, Rubber. Y ont participé Eric Singer (Kiss), Brian Tichy, James Lorenzo, Ryan Roxie et Teddy Andreadis. C'est sans aucun doute son album le plus abouti.
En 2007, il sort une compilation de ses albums solos ainsi que deux chansons de Col. Parker project.

## Participations
En 1995, il participe au projet solo de Slash, Slash's Snakepit.
En 1999, Gilby produit l'album Shrinking Violet des L.A.Guns.
En avril et mai 2000, Gilby part en tournée avec Tracii Guns, le guitariste des L.A. Guns et Eric Singer. Il en resort un album : 99 Live, composé de quelques titres enregistrés sur cette tournée.
En 2001, il forma Col. Parker project avec le claviériste additionnel pendant la tournée Use Your Illusion Tour, Teddy Andreadis, ainsi que Jim Phantom. Ils sortirent l'album Rock N Roll Music la même année.
En 2002, il travaille avec Nancy Sinatra sur son album California Girl. Un an plus tard, il rejoignit Heart sur leur tournée nationale.
En 2009, il participe au clip du groupe Fall Out Boy pour le titre I Don't Care.

## Discographie

### Avec Candy
- Whatever happened to fun ? (1985)
- Teenage Neon Jungle (2003)

### Avec Col. Parker project
- Rock N Roll Music (2001)

### Avec Kills For Thrills
- Comercial Suicide (1988)
- Dynamite In Nightmareland (1989)

### Avec Guns N' Roses
- The Spaghetti Incident? (1993)
- Live Era: '87-'93 (sur les titres enregistrés après Novembre 1991) (1999)
- Greatest Hits (sur les titres enregistrés après Novembre 1991) (2004)

### En solo
- Pawnshop Guitars (1994)
- Blooze EP (1995)
- The Hangover (1997)
- Rubber (1998)
- Swag (2002)
- Gilby Clarke (2007)
- The Gospel Truth (2020)

### Participations
- clip vidéo de "Give In To Me" (en compagnie de Slash) de Michael Jackson (issu de l'album Dangerous sorti en (1991)
- album Slash's Snakepit de Slash sorti en (1995)
- 99 Live (1999)
- California Girl (2003)